# شركة بيضافون
بيضافون هي شركة أسطوانات لبنانية تأسست في بيروت عام 1906 على يد بطرس وجبران بيضا. اشتهرت بتسجيل وتوزيع الموسيقى العربية، وحققت انتشارًا واسعًا في العالم العربي. بدأت بالتعاون مع شركات ألمانية لتصنيع الأسطوانات، ثم نقلت عمليات التسجيل إلى بيروت.
ساهمت بيضافون في توثيق التراث الموسيقي العربي، وسجلت أعمالًا لفنانين بارزين مثل سيد درويش ومحمد عبد الوهاب. توسعت الشركة في مصر وأنشأت فروعًا في مدن عربية كبرى. خلال الحرب العالمية الثانية، اعتمدت على تصنيع الأسطوانات في سويسرا.